# Phytocoris pseudonymus
Phytocoris pseudonymus är en insektsart som beskrevs av Hussey 1957. Phytocoris pseudonymus ingår i släktet Phytocoris och familjen ängsskinnbaggar. Inga underarter finns listade i Catalogue of Life.